# Preformacja

Jan Swammerdam, Miraculum naturae sive uteri muliebris fabrica, 1729

Preformacja (łac. prae- „przed”, „w przód”, „najpierw”, „bardzo” + formatio „kształt”, „zarys”, „utwór”), także preformizm – jedna z hipotez biologii rozwoju, mająca swe korzenie w XVII wieku. Zakłada ona, że miniaturowy, ale całkowicie ukształtowany organizm ludzki (łac. homunculus = „człowieczek”, „karzełek”) znajduje się w plemniku (według animalkulistów) lub w jaju (według owulistów). Komórki generatywne homunculusa miały również zawierać w pełni ukształtowaną istotę ludzką, tyle że jeszcze bardziej zminiaturyzowaną itd. Sama embriogeneza miała więc polegać tylko na powiększaniu się rozmiarów ciała, bowiem wszystkie organy były już ukształtowane. Teoria ta odnosiła się także do innych organizmów.
W myśl tej teorii wierzono, że osobniki powstałe przed kilkoma tysiącami lat zawierają w sobie ograniczoną liczbę osobników potomnych, co miało wróżyć szybki koniec świata.
Preformacja była też kolejną przyczyną tępienia masturbacji i antykoncepcji, gdyż każda ejakulacja powodowała według tej teorii bezproduktywną śmierć milionów miniaturowych ludzi żyjących w plemnikach.
Do obalenia teorii przyczyniły się badania takich uczonych, jak Caspar Friedrich Wolff i Karl Ernst von Baer.